# Hundsjötjärnen, Hälsingland
Hundsjötjärnen är en sjö i Hudiksvalls kommun i Hälsingland och ingår i Delångersåns huvudavrinningsområde.